# Amalia van Oldenburg
Amalia Marie Frederika van Oldenburg (Grieks: Βασίλισσα Αμαλία της Ελλάδας) (Oldenburg, 21 december 1818 — Bamberg, 20 mei 1875) was een hertogin van Oldenburg, behorend tot het Huis Sleeswijk-Holstein-Gottorp.
Zij was de oudste dochter van groothertog Paul Frederik August van Oldenburg en diens eerste echtgenote Adelheid van Anhalt-Bernburg(-Schaumburg)-Hoym, een dochter van Victor II van Anhalt-Bernburg-Schaumburg-Hoym.
Amalia trad op 22 november 1836 in het huwelijk met de Beierse prins Otto Frederik Lodewijk, een zoon van koning Lodewijk I en Theresia van Saksen-Hildburghausen.
Otto had enkele jaren daarvoor, na het Congres van Londen de Griekse troon aanvaard en regeerde als Otto I over dit rijk.
In Griekenland hield Amalia zich vooral bezig met de landbouwpolitiek, waarbij ze ernaar streefde de macht van grootgrondbezitters terug te dringen. Anders dan haar man, genoot de mooie Amalia in Griekenland een zekere populariteit. Ze had enige invloed op de mode in Griekenland, en bracht de Biedermeier-kunststroming in het land. In Athene werd een straat naar haar vernoemd, en twee Griekse gemeenten dragen haar naam: Amaliada en Amaliapoli.
Nadat haar man in 1862 was afgezet, vestigden ze zich in Beieren. Daar spraken ze dagelijks twee uur Grieks met elkaar als herinnering aan hun tijd in Griekenland.
Amalia en haar echtgenoot kregen geen kinderen. Na haar overlijden werd vastgesteld dat ze het MRK-syndroom had, een aandoening die alleen bij vrouwen voorkomt. Vrouwen met deze aandoening hebben geen baarmoeder, een niet (volledig) ontwikkelde vagina, en kunnen dus geen kinderen krijgen.